# C/1965 S1 (Ikeya-Seki)
C/1965 S1 (Ikeya-Seki) (jap. 池谷・関彗星 Ikeya-Seki-suisei) war ein Komet, der im Jahr 1965 auch am Tage mit dem bloßen Auge gesehen werden konnte. Er war der hellste Komet des 20. Jahrhunderts und wird aufgrund seiner außerordentlichen Helligkeit zu den „Großen Kometen“ gezählt.

## Entdeckung und Beobachtung
Als die beiden Astronomen Kaoru Ikeya und Tsutomu Seki unabhängig voneinander den Kometen am Morgen des 18. September 1965 als einen nebligen Fleck mit einer unbedeutenden Helligkeit von 7 bis 8 mag entdeckten, deutete noch nichts auf seine grandiose Entwicklung hin. Sowohl Ikeya als auch Seki hatten bereits je zwei Kometen entdeckt und sollten Ende 1967 noch eine weitere gemeinsame Entdeckung miteinander teilen. Ihre Entdeckung wurde einen Tag später durch ein Observatorium in Australien bestätigt.
Erste Bahnberechnungen deuteten zunächst auf eine wenig aufregende Periheldistanz im Bereich der Erdumlaufbahn hin, aber nachdem weitere Messungen der Kometenpositionen vorgenommen worden waren, zeigte es sich, dass die erste Annahme weit gefehlt war. Gegen Ende September wurde nach genaueren Bahnbestimmungen durch Brian Marsden klar, dass es sich um einen weiteren Sonnenstreifer der Kreutz-Gruppe handelte mit einer ähnlichen Bahn wie der Große Septemberkomet C/1882 R1.
Die Helligkeit des Kometen nahm von Tag zu Tag zu und am 26. September wurde erstmals ein Schweif von 1,5° Länge fotografiert. Ab Ende September konnte der Komet auch mit dem bloßen Auge beobachtet werden. Von Anfang bis Mitte Oktober hatte die Helligkeit bereits von etwa 6 mag bis auf etwa 1 mag zugenommen und die Schweiflänge erreichte 5°.
Der Komet erreichte am 14. Oktober 1965 eine Helligkeit von 2 mag. Am 20. Oktober konnte der Komet erstmals mit dem bloßen Auge auch am Taghimmel gesehen werden. Gérard-Henri de Vaucouleurs konnte ihn an einem Observatorium in Texas mittags nur 2° neben der Sonne mit einer Helligkeit von −10 mag (zugleich der maximale Wert des Kometen) und einem 1 bis 2° langen Schweif sehen. Elizabeth Roemer in Flagstaff sowie weitere Beobachter in New Mexico bestätigten diese Angaben.
Während der Komet weiter seinem sonnennächsten Punkt entgegenstrebte, wurde er rund um die Welt von zahlreichen Beobachtern am Taghimmel beobachtet, viele konnten ihn mit einfachen Kameras fotografieren, solange nur die Sonne abgedeckt war. Am 21. Oktober ging er von der Erde aus gesehen in 0,3° Abstand an der Sonne vorbei und erreichte seine nördlichste Deklination. Einen Tag nach Passieren des Perihels war der Komet immer noch sehr hell mit etwa −3 mag.
Während der letzten Oktober- und der ersten Novembertage wurden allgemein Schweiflängen von bis zu 30° (was einer realen Länge von 0,75 AE entsprach) berichtet. Ein Beobachter will sogar am Morgen des 28. Oktober einen 45° langen Schweif gesehen haben. Zu dieser Zeit wurde auch ein zweiter Plasmaschweif neben dem hellen Staubschweif beobachtet. Die Verdichtungen (Striae) im Staubschweif gaben diesem eine charakteristische Korkenzieherform.
Am 4. November wurde erstmals ein doppelter Kometenkern beobachtet. Neben dem Hauptkern konnte ein schwächerer zweiter Kern festgestellt werden, der dann noch bis zum 14. Januar 1966 beobachtet werden konnte. Ob es noch ein drittes Bruchstück gab, ist eher unsicher. Zdenek Sekanina bestimmte nachträglich den 21. Oktober als wahrscheinliches Datum für das Zerbrechen des Kerns sowie ein Massenverhältnis zwischen Bruchstück A und B von etwa 15:1.
Auf der Südhalbkugel konnte der Komet noch den ganzen November über mit bloßem Auge beobachtet werden. Gegen Ende November wurde eine Helligkeit von 3 mag und eine Schweiflänge von 30° berichtet. Danach verblasste der Komet sehr rasch, denn der Schweif konnte zunächst weiterhin beobachtet werden, war aber um die Mitte des Dezember bereits verschwunden. Die letzte visuelle Beobachtung des Kometen erfolgte am 31. Januar 1966 bei einer Helligkeit von 11 mag, möglicherweise wurde er ein letztes Mal am 12. Februar fotografiert. Spätere Versuche, den Kometen bildlich zu erfassen, blieben ohne Erfolg.

## Wissenschaftliche Auswertung
Das Spektrum des Kometen wurde von zahlreichen Forschern in der ganzen Welt ab Ende Oktober bis in den November hinein beobachtet. In den Spektrogrammen wurden neben den bei Kometen üblichen Emissionslinien um die Zeit des Perihels auch besonders hervortretende Linien von Natrium, Eisen und ionisiertem Calcium gefunden. Außerdem fanden mit einem Radioteleskop Messungen des Mikrowellenspektrums statt.
Auch Untersuchungen der Polarisation und der Infrarotstrahlung des Kometen wurden unternommen. Vom 23. bis 26. Oktober wurde der Komet bei Hawaii auch aus 40.000 Fuß (12 km) Höhe von einem Flugzeug Convair CV-990 der NASA aus fotografiert, um Messungen des Schweifs vorzunehmen.
Der Komet gehört zur Gruppe der Sonnenstreifer, das sind Kometen, die extrem nahe an der Sonne vorbeigehen. Bereits im 19. Jahrhundert waren mehrere solcher Kometen beobachtet worden, darunter der Große Märzkomet C/1843 D1, der Große Südkomet C/1880 C1, der Große Septemberkomet C/1882 R1 und der Große Südkomet C/1887 B1.

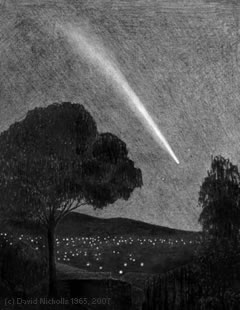
Komet Ikeya-Seki, gesehen von Canberra am 31. Oktober 1965. Zeichnung von David Nicholls.

Die Sonnenstreifer wurden von 1888 bis 1901 sehr intensiv von Heinrich Kreutz untersucht, der vermutete, dass alle Mitglieder der später nach ihm Kreutz-Gruppe benannten Kometengruppe von einem ursprünglichen Körper abstammten, der bei seinem Vorbeigang an der Sonne zerbrochen sei. Auch im 20. Jahrhundert erschienen noch weitere Gruppenmitglieder in den Jahren 1945, 1963, 1965 (mit diesem Kometen) und 1970.
Brian Marsden untersuchte 1967 die Bahnen der bis dahin bekannten Kometen der Kreutz-Gruppe und zeigte, dass deren Mitglieder in zwei Untergruppen aufgeteilt werden können. Der Komet C/1965 S1 (Ikeya-Seki) gehört damit zusammen mit C/1882 R1 zu den wichtigsten Repräsentanten der Untergruppe II. Aus der Ähnlichkeit der Bahnelemente mit dem Kometen C/1882 R1 leitete er als so gut wie erwiesen ab, dass beide Kometen bei ihrem letzten Vorbeigang an der Sonne in der ersten Hälfte des 12. Jahrhunderts noch ein Körper waren. Ob dies der bekannte Komet X/1106 C1 gewesen sein könnte, ließ sich aber nicht belegen. In der Folge gab es viele Versuche, die möglichen Zerfallsprozesse und resultierenden Bahnen der Sonnenstreifer theoretisch zu erfassen, insbesondere durch Zdenek Sekanina und andere.
Sekanina und Paul W. Chodas untersuchten im Jahr 2002 den möglichen Zerfallsprozess des Kometen von 1106 genauer. Sie konnten durch Vergleich der Bahnelemente der beiden Sonnenstreifer von 1882 und 1965 Marsdens Annahme bestätigen, dass sie einen gemeinsamen Ursprung besitzen und dass sie sich etwa 18 Tage nach dem Periheldurchgang ihres Ursprungskometen geteilt haben müssen, als dieser bereits wieder 0,75 AE von der Sonne entfernt war.
In sehr umfangreichen Untersuchungen wurden schließlich von Sekanina & Chodas neue Theorien über Ursprung und Entwicklung der Kreutz-Kometengruppe entwickelt, die derzeit den aktuellen Wissensstand wiedergeben. Demnach kann nach dem Modell der zwei Superfragmente davon ausgegangen werden, dass alle Sonnenstreifer der Kreutz-Gruppe von einem sehr großen Vorgängerkometen mit nahezu 100 km Durchmesser abstammen, der möglicherweise im späten 4. Jahrhundert oder frühen 5. Jahrhundert einige Jahrzehnte vor seinem damaligen Vorbeigang an der Sonne in zwei etwa gleich große Teile zerbrochen ist. Die beiden Superfragmente vollführten einen weiteren Umlauf um die Sonne und Superfragment I erschien wieder im Jahr 1106 als der berühmte Sonnenstreifer X/1106 C1. Superfragment II erschien nur wenige Jahre früher oder später, entging aber durch ungünstige Sichtungsbedingungen offenbar der Beobachtung, da es darüber keine Berichte gibt. Beide Superfragmente zerbrachen kurz nach ihrem damaligen extrem nahen Vorbeigang an der Sonne, innerlich geschädigt durch die enormen Gezeitenkräfte, erneut in weitere Bruchstücke (Kaskadierende Zersplitterung): Superfragment II zerfiel in mindestens drei weitere Teile, das größte erschien später wieder als der Komet C/1882 R1, ein weiteres Teil erschien als der Komet C/1965 S1 (Ikeya-Seki) und das dritte Teil war (zum Teil nach weiteren Zerfallsprozessen) die Quelle der anderen sonnenstreifenden Kometen, die in den Jahren 1945, 1963 und 1970 erschienen.

## Umlaufbahn
Brian Marsden konnte für die beiden Bruchstücke des Kometen nach ihrer Aufspaltung Bahnelemente berechnen. Die von Marsden für das größere Bruchstück A berechneten Bahnelemente sind in der Infobox angegeben.

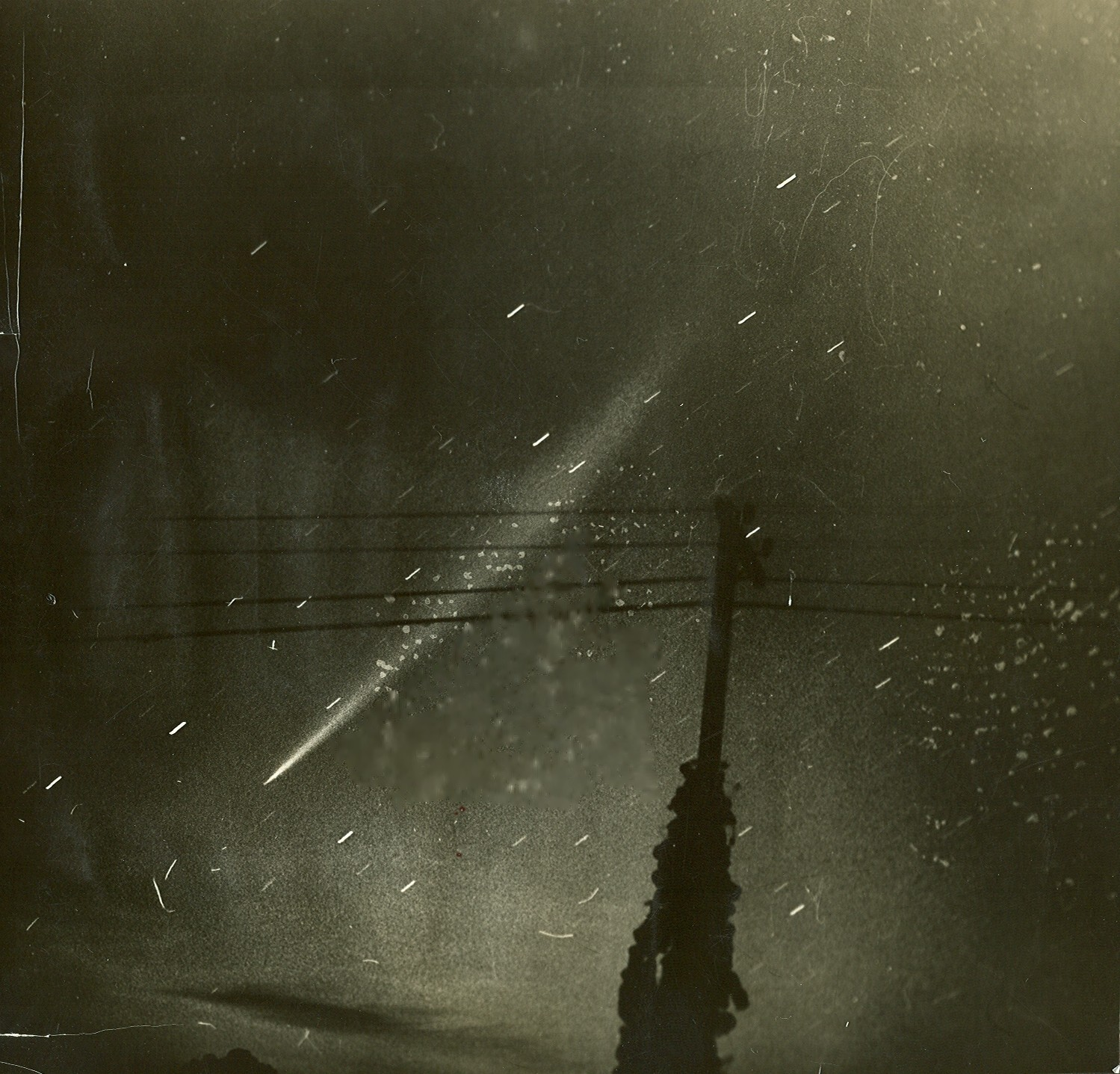
Komet Ikeya-Seki

Die folgenden Angaben beruhen bis zum Zerbrechen des Kometen kurz nach seinem Periheldurchgang auf den Bahnelementen für das Massezentrum des Kometen, die 2002 von Sekanina & Chodas aus theoretischen Überlegungen über die Umlaufbahn vor und nach dem Zerfall des Kometenkerns und unter Verwendung moderner mathematischer Methoden, mit der Berücksichtigung aller Planetenstörungen und relativistischer Effekte angenommen wurden. Anschließend werden die Bahnelemente für die beiden Bruchstücke A und B verwendet. Danach beschrieb der Komet vor seinem Zerfall eine extrem langgestreckte elliptische Umlaufbahn, die um rund 142° gegen die Ekliptik geneigt war. Der Komet lief damit im gegenläufigen Sinn (retrograd) wie die Planeten durch seine Bahn. Der Wert für die Große Halbachse betrug 92,5 AE und die Exzentrizität 0,999916. Im sonnennächsten Punkt der Bahn (Perihel), den der Komet am 21. Oktober 1965 durchlaufen hat, befand er sich mit etwa 1,165 Mio. km Sonnenabstand nur ⅔ eines Sonnenradius über deren Oberfläche. Bereits am 17. Oktober hatte er sich der Erde bis auf 0,91 AE/135,6 Mio. km und 3½ Stunden vor seinem Periheldurchgang der Venus bis auf 106,8 Mio. km genähert. Die beiden Bruchstücke gingen nach dem Zerfall des Kometen noch einmal am 26. November im Abstand von 1,05 AE/156,5 Mio. km (A) bzw. 156,6 Mio. km (B) an der Erde vorbei.
Nach den neueren Untersuchungen ist der Komet wahrscheinlich ein Bruchstück eines unbeobachteten Kometen, der in den ersten Jahren des 12. Jahrhunderts erschienen war; demnach hätte seine Umlaufzeit bis zu seiner letzten Passage des inneren Sonnensystems etwa 860 Jahre betragen. Der nächste Periheldurchgang der Bruchstücke wird möglicherweise um das Jahr 2760 (A) und 2910 (B) stattfinden.

## Rezeption in den Medien
In der Republik Kongo wurde am 17. Februar 1986 eine Luftpost-Sondermarke zu 225 CFA-Franc mit einer Abbildung des Kometen Ikeya-Seki anlässlich des Erscheinens des Halleyschen Kometen herausgegeben.